# Four Seasons Hotel and Private Residences One Dalton Street
Le Four Seasons Hotel and Private Residences One Dalton Street est un gratte-ciel résidentiel et hôtelier en construction à Boston aux États-Unis. Il s'élèvera à 227 mètres. Son achèvement est prévu pour 2019.